# New Orleans Saints 1990
La stagione 1990 dei New Orleans Saints è stata la 24ª della franchigia nella National Football League. Malgrado un record di 8-8 la squadra riuscì comunque a centrare i secondi playoff della sua storia con il sesto record della National Football Conference, dove fu eliminata nel primo turno dai Chicago Bears. I Saints divennero così la prima squadra della storia a qualificarsi per la post-season con un record di vittorie del 50%.

## Scelte nel Draft 1990
| Scelte dei Saints nel Draft 1990 |        |                  |                  |                     |
| Giro                             | Scelta | Giocatore        | Ruolo            | College             |
| 1                                | 14     | Renaldo Turnbull | Defensive end    | West Virginia       |
| 2                                | 44     | Vince Buck       | Defensive back   | Central State (OH)  |
| 3                                | 71     | Joel Smeenge     | Defensive end    | Western Michigan    |
| 4                                | 98     | DeMond Winston   | Linebacker       | Vanderbilt          |
| 5                                | 125    | Charles Arbuckle | Tight end        | UCLA                |
| 6                                | 156    | Mike Buck        | Quarterback      | Maine               |
| 6                                | 158    | James Williams   | Linebacker       | Mississippi State   |
| 7                                | 183    | Scott Hough      | Guard            | Maine               |
| 8                                | 207    | Gerry Gdowski    | Quarterback      | Nebraska            |
| 8                                | 210    | Derrick Carr     | Defensive end    | Bowling Green       |
| 9                                | 233    | Broderick Graves | Running back     | Winston-Salem State |
| 9                                | 236    | Lonnie Brockman  | Linebacker       | West Virginia       |
| 10                               | 260    | Gary Cooper      | Wide receiver    | Clemson             |
| 10                               | 267    | Ernest Spears    | Defensive back   | USC                 |
| 11                               | 287    | Webbie Burnett   | Defensive tackle | Western Kentucky    |
| 12                               | 320    | Chris Port       | Guard            | Duke                |

## Roster
| Roster dei New Orleans Saints nel 1990 |
| --- |
| Quarterback - 16 Mike Buck - 11 John Fourcade - 4 Steve Walsh Running Back - 34 Craig Heyward - 21 Dalton Hilliard - 36 Rueben Mayes Wide Receiver - 86 Gerald Alphin - 84 Eric Martin Tight End - 82 John Tice Offensive Linemen - 74 Kevin Haverdink T - 61 Joel Hilgenberg C Defensive Linemen - 93 Wayne Martin DE - 73 Frank Warren DE - 94 Jim Wilks NT Linebacker - 51 Sam Mills ILB - 57 Rickey Jackson OLB - 53 Vaughan Johnson ILB - 56 Pat Swilling OLB Defensive Back - 39 Brett Maxie SS Special Team - 7 Morten Andersen K - 6 Tommy Barnhardt P |
| Legenda - I rookie sono in corsivo. - Il primo ruolo è il principale mentre gli eventuali successivi indicano i ruoli secondari. - (IR) sta per Injured Reserve ed indica la lista ristretta per un solo giocatore infortunato che può tornare ad allenarsi dopo la settimana 6 e a rientrare in prima squadra dopo che questa ha giocato 8 partite. - (NF-Inj.) / (NF-Ill.) stanno rispettivamente per Non-Football Injured e Non-Football Illness ed indicano le liste dove viene inserito un giocatore che ha un infortunio o una malattia non dipendente dal football americano. - (PUP) sta per Physically Unable to Perform ed indica la lista dove viene inserito un giocatore mentre è in attesa di recuperare la condizione fisica. Nella stagione regolare dopo la sesta partita giocata dalla propria squadra, il giocatore ha tempo tre settimane per riprendere ad allenarsi, più tre settimane aggiuntive dal suo rientro agli allenamenti per rientrare in prima squadra. |

## Calendario
| Stagione regolare |                        |                    |
| Turno             | Avversario             | Risultato          |
| 1                 | San Francisco 49ers    | S 12–13            |
| 2                 | at Minnesota Vikings   | S 3–32             |
| 3                 | Phoenix Cardinals      | V 28–7             |
| 4                 | Settimana di pausa     | Settimana di pausa |
| 5                 | at Atlanta Falcons     | S 27–28            |
| 6                 | Cleveland Browns       | V 25–20            |
| 7                 | at Houston Oilers      | S 10–23            |
| 8                 | Detroit Lions          | S 10–27            |
| 9                 | at Cincinnati Bengals  | V 21–7             |
| 10                | Tampa Bay Buccaneers   | V 35–7             |
| 11                | at Washington Redskins | S 17–31            |
| 12                | Atlanta Falcons        | V 10–7             |
| 13                | at Dallas Cowboys      | S 13–17            |
| 14                | at Los Angeles Rams    | V 24–20            |
| 15                | Pittsburgh Steelers    | S 6–9              |
| 16                | at San Francisco 49ers | V 13–10            |
| 17                | Los Angeles Rams       | V 20–17            |

### Playoff
| Playoff  |                |                      |           |
| Turno    | Data           | Avversario           | Risultato |
| Wildcard | 6 gennaio 1991 | at Chicago Bears (3) | S 6–16    |

## Classifiche
| NFC West                |    |    |   |      |     |      |     |     |     |
|                         | V  | S  | P | %    | DIV | CONF | PF  | PS  | STR |
| (1) San Francisco 49ers | 14 | 2  | 0 | .875 | 4–2 | 10–2 | 353 | 239 | V1  |
| (6) New Orleans Saints  | 8  | 8  | 0 | .500 | 4–2 | 6–6  | 274 | 275 | V2  |
| Los Angeles Rams        | 5  | 11 | 0 | .313 | 2–4 | 3–9  | 345 | 412 | S4  |
| Atlanta Falcons         | 5  | 11 | 0 | .313 | 2–4 | 3–9  | 348 | 365 | V2  |